# 甲地夏波
甲地 夏波（かっち かなみ、1999年7月29日 - ）は、日本の子役、モデルである。特技はフラフープ。
埼玉県出身。かつてはスマイルモンキーに所属していた。

## 出演

### テレビドラマ
- 仔犬のワルツ（2004年、日本テレビ）
- 牙狼〈GARO〉（2005年 - 2006年、テレビ東京）　- ヒロイン・御月カオルの幼児時代 役
- 中居正広の金曜日のスマたちへ 筆談ホステス・斉藤里恵（2009年、TBS） - 斉藤里恵（幼少） 役
- 華麗なるスパイ 第8話（2009年、日本テレビ）
- 恋のから騒ぎドラマスペシャル -ライバルの女-（2009年、日本テレビ） -  矢田和美（幼少） 役
- 松本清張ドラマスペシャル・山峡の章（2010年） - 昌子・怜子（幼少） 役 ※スチール

### バラエティ
- 金のA様×銀のA様 オパールカズ編（2005年、日本テレビ）
- リンカーン（2008年、TBS）
- 私たちは天使だ!! 〜教えて浜ちゃん 芸能界で当てて親孝行するぞスペシャル!〜（2009年、TBS）
- ピラメキーノ（テレビ東京）
  - 子役恋物語シーズン15・17（2010年）
  - ムシコンプ大図鑑（2010年）
  - ここだけの話アンケート（2011年）
  - っぽいストーリー（2011年）
- くりびつ!（2010年 - 2011年、東海テレビ）

### 映画
- ホールドアップダウン（2005年、ジェイ・ストーム） - 星野勇介の娘 役

### CM
- トミー「ミッキースーパーショッピングカート」（2004年）
- 東京電力「TEPCOひかり」（2004年） - ナレーション
- イオン「GO!GO!新入学'06 ランドセル篇/学習机篇」（2005年）
- タカラトミー「黒ひげ博士 ビリビリ危機一発」（2008年）
- 日本マクドナルド「ハッピーセット -シナモロール篇-」（2009年）
- エディオングループ「巨大ミッキー篇・唄う家電篇」（2009年）
- ベネッセ「進研ゼミ 小学講座 2学期のもやもや解消篇」（2009年）
- メガハウス
  - 「デコリボン」（2010年）
  - 「ネイルキュートDECO」（2010年）
  - 「かなえて☆おねがいチャーム」（2010年）
  - 「ともかおスタンプ」（2011年）
  - 「クルクルかんたん カチュームコーデ」（2011年）
- アース製薬「アースノーマット」（2012年）

### ケータイドラマ
- いぬのメリー 幸せを運ぶ伝書犬（2011年、BeeTV） - ひとみ 役

### スチール
- 学研「Piccolo 5月号・10月号」（2005年）
- バンダイアパレルコレクション（2006年）
- 日本生活協同組合連合会2006子供とくらす季節のくらし（2006年）
- 角川・エス・エス・コミュニケーションズ「セサミ 9月号・11月号」（2008年）
- 学研「10歳までに決まる！頭のいい子の育て方 Vol.9」（2010年）
- ベネッセ
  - 「チャレンジ5年生」（2010年）
  - 「チャレンジ4年生DM」（2010年）
- CAT子供服カタログ（2011年）

### 舞台
- 伊勢丹×キッズスタイル「キッズファッションショー」

### ＰＶ
- バンダイナムコゲームス ニンテンドーDS「Cinnamoroll おはなししよっ!キラキラDEコレCafe」（2006年）
- POLO「POLA the movie -母の記憶篇-」（2010年） - ゆうこ 役

## モデル

### 企業広告
- バンダイ（専属モデル）
- 科学技術振興機構
- 富士写真フイルム
- 日本マクドナルド
- ローランド
- マイクロソフト

### 雑誌
- プチタンファン
- キッズスタイル
- こどもブティック
- Piccolo
- ボンメルシィ!